# Tristromaviridae
Tristromaviridae es una familia de ADN bicatenario que infectan arqueas. Los virus se aislaron en 2016 de una fuente hidrotermal en Pozzuoli, Italia con temperaturas de (87–93 °C, pH 6). La familia contiene dos géneros Alphatristromavirus y Betatristromavirus, con varias especies.

## Descripción
Los viriones tienen cápsides con geometrías en forma de varilla que poseen una envoltura vírica y un núcleo interno que consta de dos unidades estructurales: (i) una nucleocápside helicoidal en forma de bastón, constituida por dos proteínas viriones principales (VP1 y VP2), y (ii) una vaina de proteína que engloba la nucleocápside (VP3). El diámetro ronda los 38 nm, con una longitud de 410 nm. Los genomas son lineales, de ADN bicatenario con alrededor de 15,9 kb de longitud, que incluye repeticiones invertidas terminales de 60 pb y se prevé que codifique 39 proteínas, la mayoría de las cuales no muestran similitudes con secuencias en las bases de datos públicos. El genoma codifica alrededor de 39 proteínas que tienen más de 40 aminoácidos.
Los viriones contienen tres proteínas principales de la cápside, VP1, VP2 y VP3, con masas moleculares de 14 kDa, 14 kDa y 18 kDa, respectivamente, y al menos cinco proteínas menores con masas moleculares en el rango de 11 a 30 kDa. Las proteínas VP1 y VP2 se unen al ADN viral y forman el filamento de nucleoproteína. La proteína altamente hidrófoba de 18 kDa, VP3, forma una vaina proteica que abarca la nucleocápside.
La replicación viral se produce en el citoplasma. La entrada en la célula huésped se logra mediante adsorción en la célula huésped. Tras la replicación los viriones se liberan por lisis. Las rutas de transmisión son por difusión pasiva.
La organización de los viriones de los tristromavirus son similares a los de los miembros de las familias Rudiviridae y Lipothrixviridae que constituyen el orden Ligamenvirales y ambos comparten una proteína homóloga la SIRV2. Debido a estas similitudes estructurales, se propuso clasificar el orden Ligamenvirales y la familia Tristromaviridae dentro del dominio Adnaviria.